# Fluorid sulfurylu
Fluorid sulfurylu je anorganická sloučenina se vzorcem SO2F2. Je to snadno kondenzovatelný plyn, s vlastnostmi podobnými fluoridu sírovému, je odolný vůči hydrolýze až do teploty 150 °C. Má neurotoxické účinky a jde o silný skleníkový plyn, je široce využíván jako insekticid určený k regulaci termitů.

## Struktura a příprava
Molekula je tetraedrická, se symetrií C2v. Délka vazby S-O je 140,5 pm, S-F pak 153,0 pm. V souhlasu s teorií VSEPR je úhel O-S-O větší (124°) než F-S-F (96°).
Lze jej připravit reakcí oxidu siřičitého s fluoridem draselným:
SO2 + KF → KSO2F
a následnou reakcí vzniklé soli s chlorem:
KSO2F + Cl2 → SO2ClF + KCl
Následné zahřívání na 180 °C s fluorosíranem draselným poskytne konečný produkt:
SO2ClF + KSO2F → SO2F2 + KCl + SO2
Zahřívání fluorosíranu kovu poskytne také požadovaný produkt:
Ba(OSO2F)2 → BaSO4 + SO2F2
Lze jej připravit i přímou reakcí oxidu siřičitého s fluorem:
SO2 + F2 → SO2F2
nebo reakcí oxidu sírového s fluoridem sírovým:
2 SO3 + SF6 → 3 SO2F2